# Mameyes Abajo (Utuado)
Mameyes Abajo es un barrio ubicado en el municipio de Utuado en el estado libre asociado de Puerto Rico. En el Censo de 2010 tenía una población de 1136 habitantes y una densidad poblacional de 70,4 personas por km².

## Geografía
Mameyes Abajo se encuentra ubicado en las coordenadas 18°18′10″N 66°35′37″O / 18.30278, -66.59361. Según la Oficina del Censo de los Estados Unidos, Mameyes Abajo tiene una superficie total de 16.14 km², de la cual 16.14 km² corresponden a tierra firme y (0%) 0 km² es agua.

## Demografía
Según el censo de 2010, había 1136 personas residiendo en Mameyes Abajo. La densidad de población era de 70,4 hab./km². De los 1136 habitantes, Mameyes Abajo estaba compuesto por el 92.17% blancos, el 4.31% eran afroamericanos, el 0.35% eran amerindios, el 1.85% eran de otras razas y el 1.32% pertenecían a dos o más razas. Del total de la población el 98.94% eran hispanos o latinos de cualquier raza.